# Listen (Beyoncé)
Listen is een nummer van de Amerikaanse zangeres Beyoncé. Het nummer verscheen op de soundtrack van de film Dreamgirls uit 2006. Op 19 januari 2007 werd het nummer uitgebracht als de eerste single van het album.

## Achtergrond
Listen is geschreven door Beyoncé, Henry Krieger, Scott Cutler en Anne Preven en geproduceerd door The Underdogs. In de film Dreamgirls zingt Beyoncé het als haar personage Deena Jones, die onafhankelijk wil zijn van haar man en manager Curtis Taylor (Jamie Foxx). In de context van de film is het nummer uitgebracht in 1975 en was het het laatste nummer dat zij opnam voordat zij haar man verliet. Het was een van de vier nieuwe nummers die voor de film, oorspronkelijk een musical uit 1981, is geschreven; co-schrijver Krieger schreef ook mee aan de nummers van de originele musical. Voor het nummer nam Beyoncé ook een introductie op genaamd Encore to the Fans, welke te horen is als verborgen track op internationale uitgaven van haar album B'Day. Ook is er een Spaanstalige versie van het nummer opgenomen onder de titel Oye, welke op de deluxeversie van B'Day te horen is.
Listen werd oorspronkelijk geen groot succes; in de Verenigde Staten kwam het niet verder dan plaats 61 in de Billboard Hot 100, en in het Verenigd Koninkrijk piekte het op de zestiende plaats. In Nederland behaalde het de Top 40 niet en bleef het steken op de tweede plaats in de Tipparade, terwijl in de Single Top 100 de achttiende plaats werd behaald. In Vlaanderen kwam het ook niet in de Ultratop 50 terecht en kwam het tot de zesde plaats in de Tipparade. In het Verenigd Koninkrijk werd het in 2008 opnieuw een hit nadat Alexandra Burke het zong tijdens een aflevering van de talentenjacht The X Factor. In de finale, welke zij winnend afsloot, zong zij het opnieuw in duet met Beyoncé, waardoor het nummer een boost kreeg en de achtste plaats in de hitlijsten haalde. Het nummer was genomineerd voor een Satellite Award in de categorie "Best Original Song" in 2006 en kreeg in 2007 eveneens nominaties voor een Golden Globe en een Academy Award. Tijdens de Critics' Choice Awards van dat jaar ontving het nummer vier prijzen uit zeven nominaties; Beyoncé kreeg echter geen prijs, omdat alleen de drie belangrijkste schrijvers van een nummer daarvoor in aanmerking komen.
Er zijn twee videoclips gemaakt ter promotie van Listen. In de eerste clip zingt Beyoncé het nummer als zichzelf en als haar personage Deena Jones tijdens een optreden, terwijl het optreden wordt afgewisseld met beelden uit Dreamgirls. In de tweede clip is Beyoncé bezig met een fotoshoot voor het tijdschrift Vogue, maar is zij niet tevreden met het verloop van deze shoot en loopt zij weg. Hierbij worden deze beelden afgewisseld met beelden uit Dreamgirls waarin haar personage eveneens met een fotoshoot bezig is. Het nummer is onder anderen gecoverd in de televisieserie Glee. Ook is het een populair nummer om te zingen tijdens talentenshows.

## Hitnoteringen

### Single Top 100
| Hitnotering: 03-02-2007 t/m 14-04-2007 | Hitnotering: 03-02-2007 t/m 14-04-2007 | Hitnotering: 03-02-2007 t/m 14-04-2007 | Hitnotering: 03-02-2007 t/m 14-04-2007 | Hitnotering: 03-02-2007 t/m 14-04-2007 | Hitnotering: 03-02-2007 t/m 14-04-2007 | Hitnotering: 03-02-2007 t/m 14-04-2007 | Hitnotering: 03-02-2007 t/m 14-04-2007 | Hitnotering: 03-02-2007 t/m 14-04-2007 | Hitnotering: 03-02-2007 t/m 14-04-2007 | Hitnotering: 03-02-2007 t/m 14-04-2007 | Hitnotering: 03-02-2007 t/m 14-04-2007 | Hitnotering: 03-02-2007 t/m 14-04-2007 |
| Week                                   | 1                                      | 2                                      | 3                                      | 4                                      | 5                                      | 6                                      | 7                                      | 8                                      | 9                                      | 10                                     | 11                                     |                                        |
| -------------------------------------- | -------------------------------------- | -------------------------------------- | -------------------------------------- | -------------------------------------- | -------------------------------------- | -------------------------------------- | -------------------------------------- | -------------------------------------- | -------------------------------------- | -------------------------------------- | -------------------------------------- | -------------------------------------- |
| Positie                                | 86                                     | 59                                     | 58                                     | 77                                     | 61                                     | 46                                     | 68                                     | 18                                     | 26                                     | 64                                     | 84                                     | uit                                    |

### NPO Radio 2 Top 2000
| Nummer met noteringen in de NPO Radio 2 Top 2000 | '15  | '16  | '17  | '18  | '19  | '20  | '21  |
| ------------------------------------------------ | ---- | ---- | ---- | ---- | ---- | ---- | ---- |
| Listen                                           | 1123 | 1196 | 1236 | 1164 | 1488 | 1644 | 1977 |

1. ↑  Een vetgedrukt getal geeft de hoogste notering aan.
2. ↑  2015 was het eerste jaar met een notering voor dit nummer.
3. ↑  Deze tabel is bijgewerkt tot en met de laatste editie (2024).